# Stora Björken, Västergötland
Stora Björken är en sjö i Ulricehamns kommun i Västergötland och ingår i Viskans huvudavrinningsområde. Sjön är 5,8 meter djup, har en yta på 0,67 kvadratkilometer och befinner sig 214 meter över havet. Stora Björken ha en badplats i nordväst med omklädningsrum, brygga, beachvollebollplan och omklädningsrum. Stora Björken ingår, tillsammans med Lilla Björken, i Björkens fiskevårdsområdesförening. I sjön finns gädda, abborre, braxen, sutare, mört, ål, ruda och lake. Sjöns utflöde är vid sjön sydspets och avrinner mot Nordån.

## Delavrinningsområde
Stora Björken ingår i det delavrinningsområde (641449-134359) som SMHI kallar för Inloppet i Mellsjön. Avrinningsområdets medelhöjd är 228 meter över havet och ytan är 66,95 kvadratkilometer. Räknas de 3 avrinningsområdena uppströms in blir den ackumulerade arean 198,19 kvadratkilometer. Avrinningsområdets utflöde Viskan mynnar i havet. Avrinningsområdet består mestadels av skog (50 %), öppen mark (15 %) och jordbruk (28 %). Avrinningsområdet har 0,96 kvadratkilometer vattenytor vilket ger det en sjöprocent på 1,4 %. Bebyggelsen i området täcker en yta av 1,39 kvadratkilometer eller 2 % av avrinningsområdet.

## Galleri

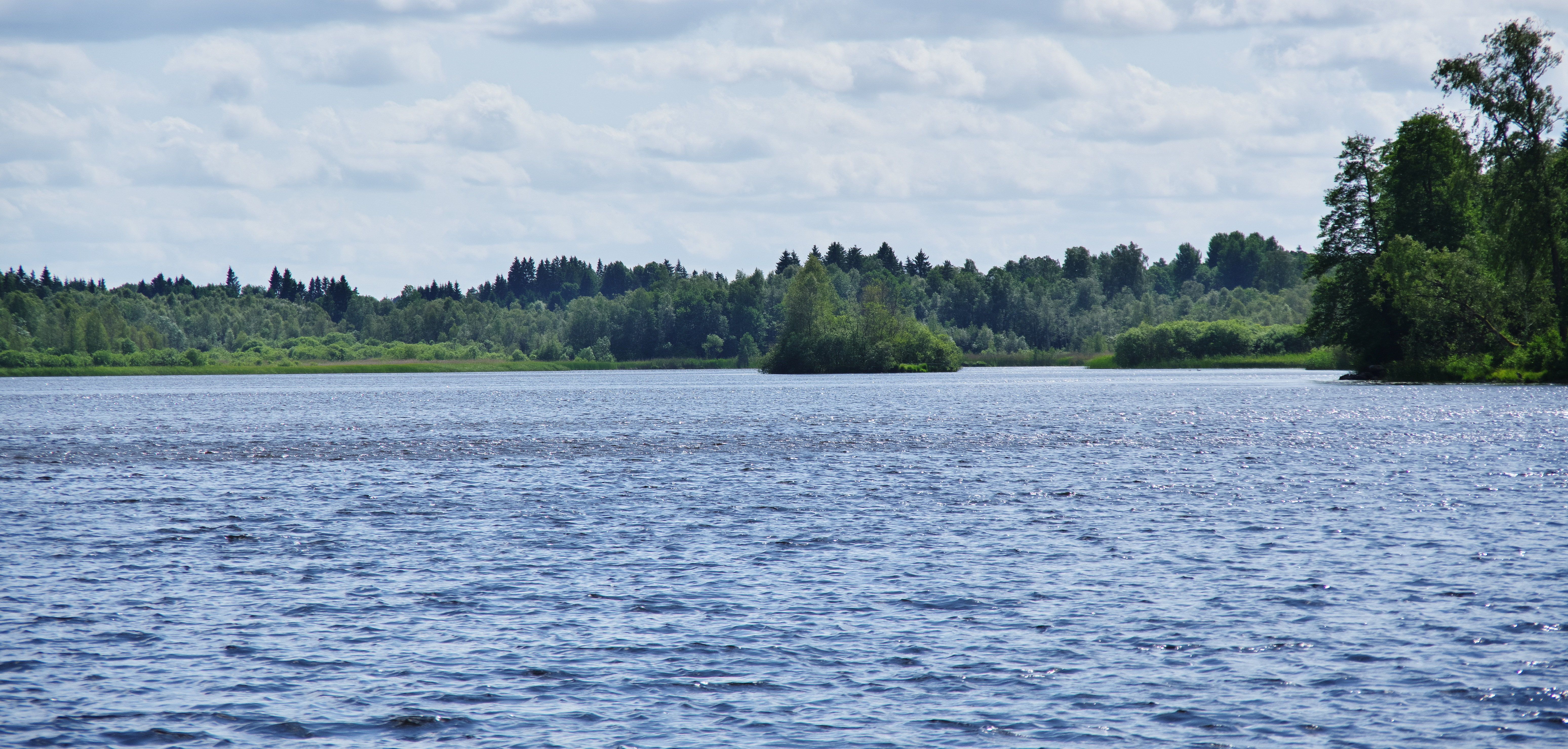
Vö söder ut mot Ambo och Tvättehallsberget.
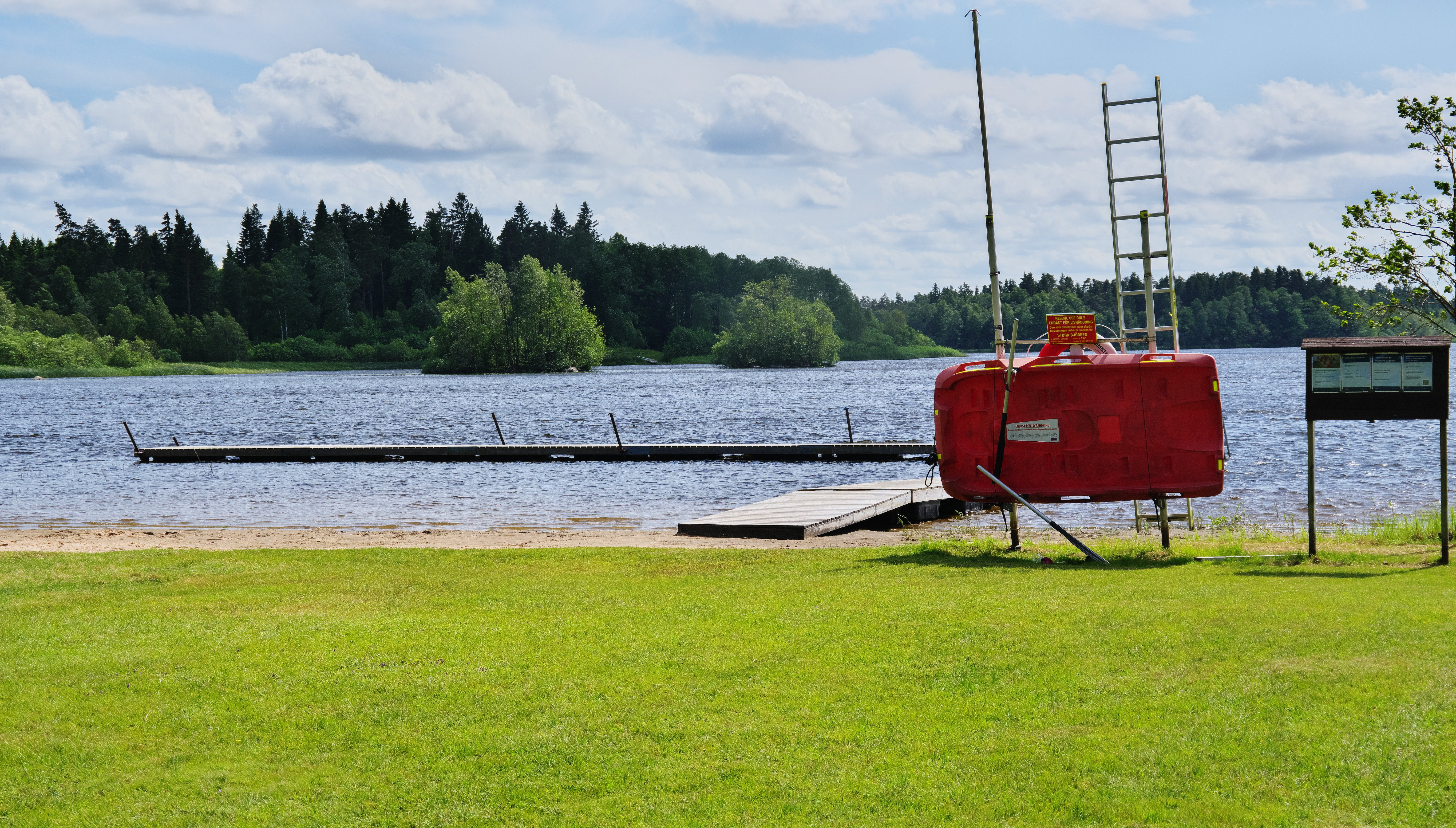
Badplatsen med brygga och livbåt.
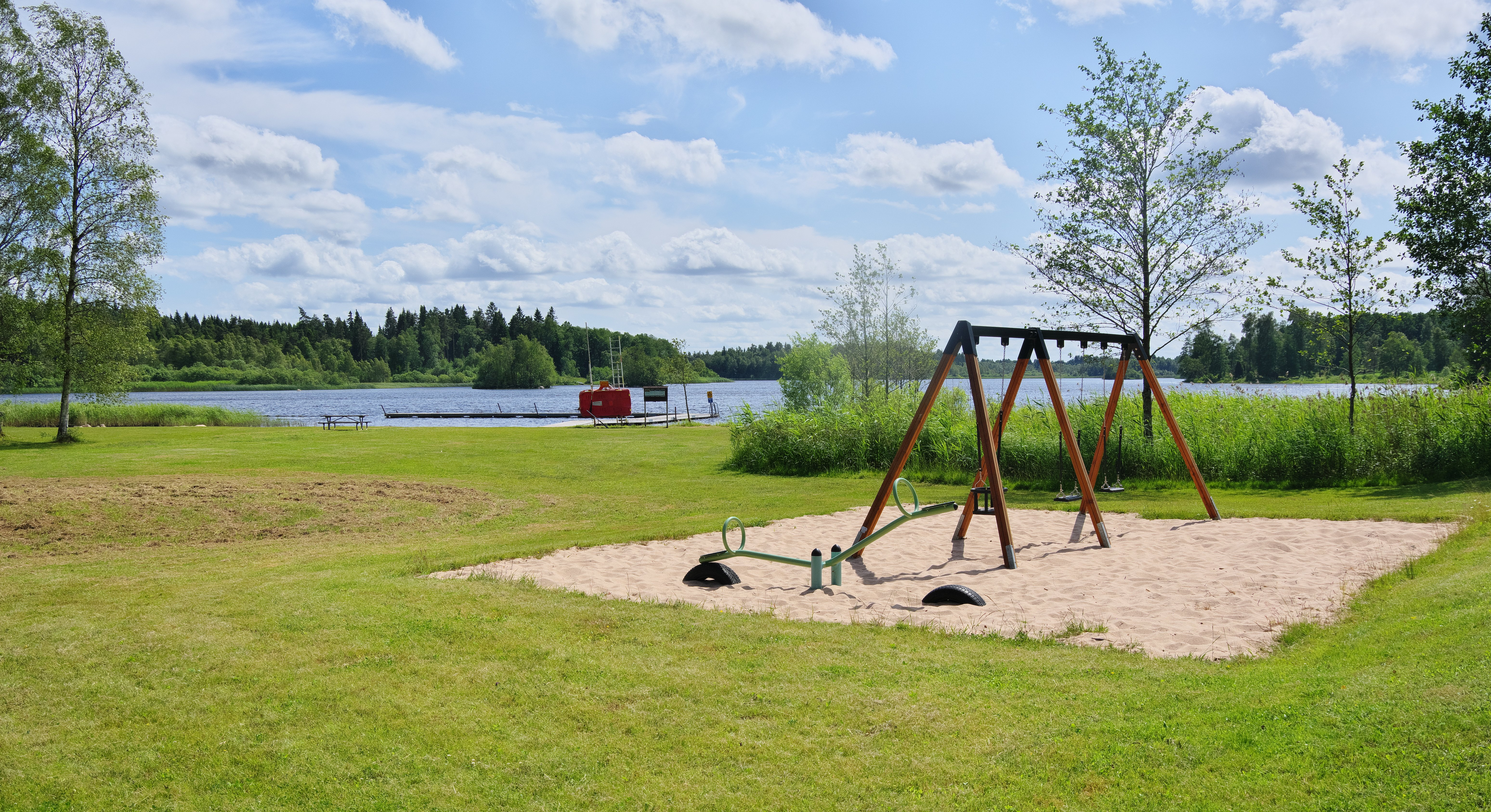
Badplatsens lekplats.
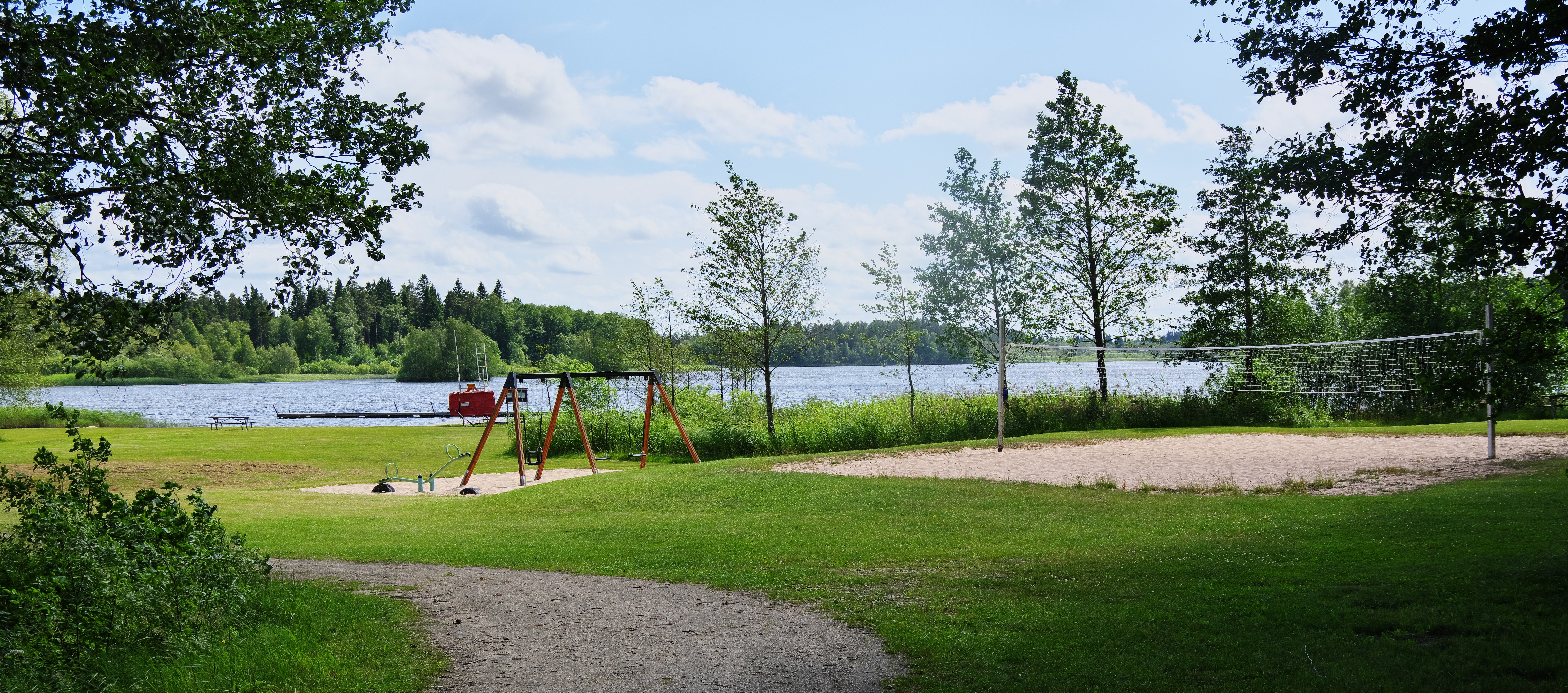
På badplatsen finns en volleybollplan.